# Stig Westergaard
Stig Westergaard (Esbjerg, 16 de septiembre de 1963) es un deportista danés que compitió en vela en las clases Finn y Soling. Su hermano Bjørn también compitió en vela.
Ganó dos medallas de oro en el Campeonato Mundial de Finn, en los años 1986 y 1989, y dos medallas de oro en el Campeonato Europeo de Finn, en los años 1990 y 1993. También obtuvo una medalla de oro en el Campeonato Mundial de Soling de 1999 y una medalla de plata en el Campeonato Europeo de Soling de 1994.
Participó en dos Juegos Olímpicos de Verano, ocupando el 12.º lugar en Barcelona 1992 (Finn) y el sexto en Atlanta 1996 (Soling).

## Palmarés internacional
| Campeonato Mundial | Campeonato Mundial         | Campeonato Mundial | Campeonato Mundial |
| Año                | Lugar                      | Medalla            | Clase              |
| ------------------ | -------------------------- | ------------------ | ------------------ |
| 1986               | El Arenal (España)         | Medalla de oro     | Finn               |
| 1989               | Alassio (Italia)           | Medalla de oro     | Finn               |
| Campeonato Europeo |                            |                    |                    |
| Año                | Lugar                      | Medalla            | Clase              |
| 1990               | Isla Hayling (Reino Unido) | Medalla de oro     | Finn               |
| 1993               | Estartit (España)          | Medalla de oro     | Finn               |

| Campeonato Mundial | Campeonato Mundial    | Campeonato Mundial | Campeonato Mundial |
| Año                | Lugar                 | Medalla            | Clase              |
| ------------------ | --------------------- | ------------------ | ------------------ |
| 1999               | Melbourne (Australia) | Medalla de oro     | Soling             |
| Campeonato Europeo |                       |                    |                    |
| Año                | Lugar                 | Medalla            | Clase              |
| 1994               | Vilamoura (Portugal)  | Medalla de plata   | Soling             |